# Ceca del Noroeste

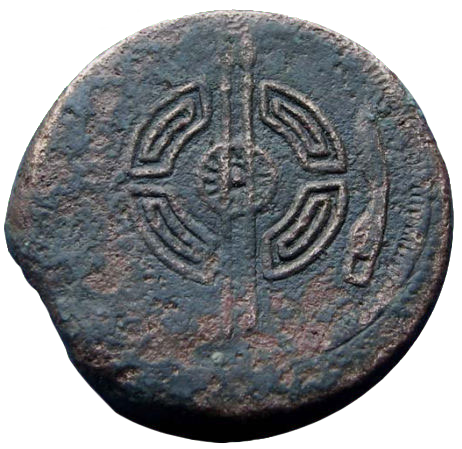
Caetra en el reverso de un dupondio de la ceca del Noroeste

Las acuñaciones conocidas como moneta castrensis o de caetra, forman parte de las emisiones o acuñaciones de la ceca del noroeste de la península ibérica. Estas acuñaciones carecen de topónimo, por lo que desconocemos su procedencia exacta. Ni indica si fue acuñada por orden de un magistrado romano, por lo que es muy probable, que su acuñación sea de época imperial.

## Cronología

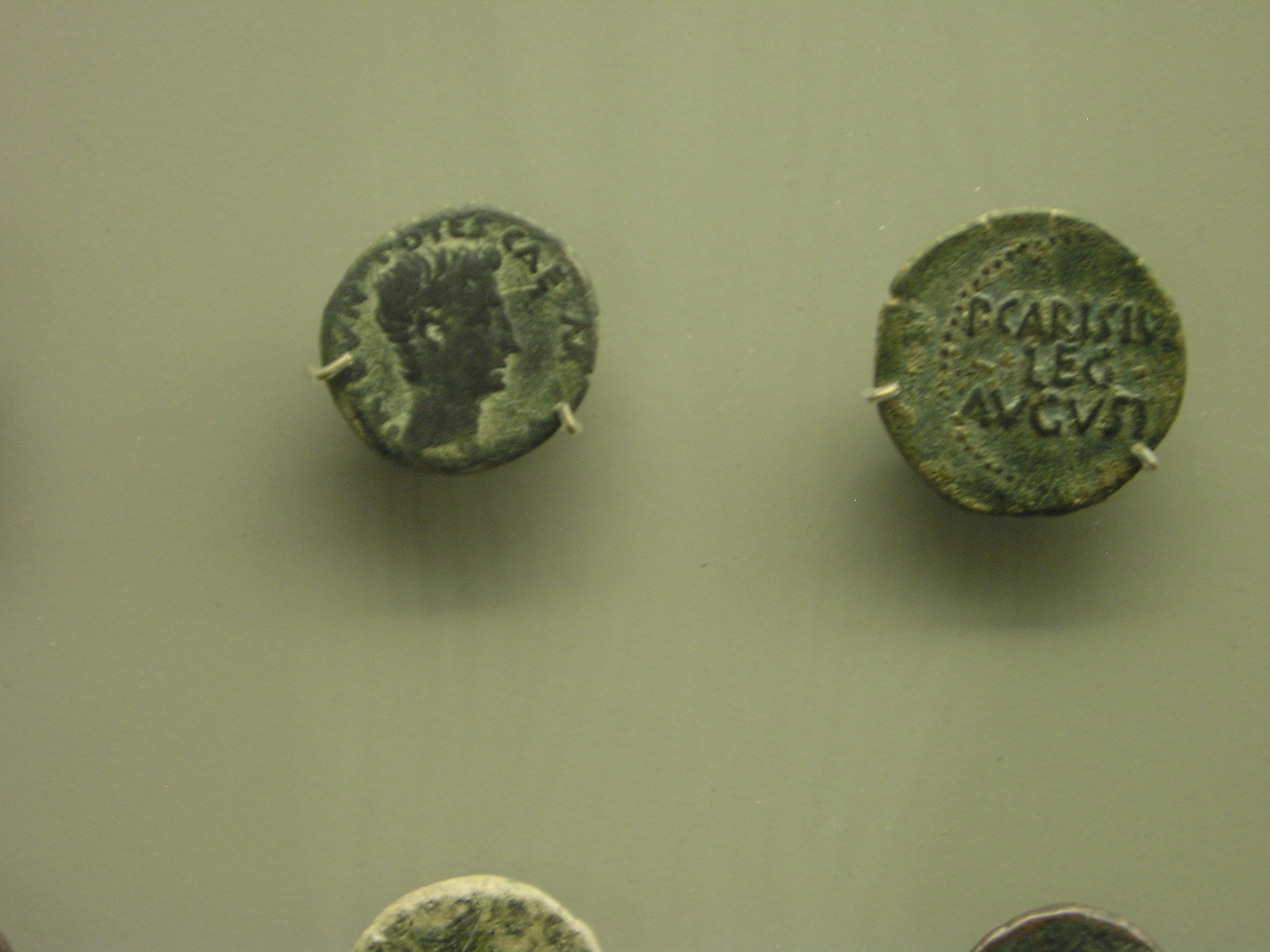
Denario de Augusto acuñado por Publio Carisio en Augusta Emerita, que sirvió de modelo al anverso de las monedas de la caetra acuñadas en la ceca móvil del Noroeste de Hispania durante las guerras contra cántabros y astures de 27 a. C.- 19 a. C.

Para Villaronga la leyenda IMP AVG DIVI F sugiere que las acuñaciones sean posteriores al año 27 a. C., por la proximidad tipológica con las acuñaciones de Emerita, del legado Publio Carisio y la ausencia de la tribunicia potestas nos ayudan a datarlos en una fecha posterior al año 23 a. C. Mientras Volk sugiere en su trabajo que la época de emisión sea en torno a los años 18-17 a. C. y que fueran realizadas por artesanos de Patricia afincados en Lucus o que se acuñaran en Patricia directamente. Lo que sí es seguro es que son acuñaciones de carácter militar, de cronología incierta.

## Localización
Todavía está por determinar la localización de la ceca, pues la mayoría de hallazgos se han producido en la zona del NO, lo que sugiere que la ceca sea de allí como sugiere Sagredo, lo cual también se relaciona con las tropas romanas que lucharon en las guerras cántabras contra astures y cántabros.

## Tipología
Estas acuñaciones del NO se dividen en dos series, de dos posibles talleres:
La primera serie de monedas corresponde a sestercios, dupondios y ases de cobre con gran porcentaje de plomo. Posiblemente acuñados por un taller principal, el cual algunos autores, como Sagredo, sitúan en Lucus (Lugo, España), por la aparición de los flanes para fabricar moneda, caracterizadas por un buen grabado, uniformidad tipológica de los anversos y cospeles de sección troncocónica.
La segunda serie es de ases de grabado más tosco, lo que sugiere que fueron acuñadas en otro taller auxiliar por artesanos diferentes, en un lugar y momento diferentes, teoría defendida por Giard, aunque otros autores, como  García-Bellido, defienden que fueron copias oficiales. Además la homogeneidad de estas acuñaciones sugiere que su acuñación se produjo en un corto período de tiempo y por un mismo equipo de artesanos.

## Utilización
Estas moneta castrensis fueron poco contramarcadas, aunque tuvieron un uso militar, por lo que se puede sugerir que fueron percibidas como numerario del Estado.